# Bye Bye Love (The Everly Brothers)
"Bye Bye Love" is een nummer van het Amerikaanse duo The Everly Brothers. Het nummer werd uitgebracht op hun debuutalbum The Everly Brothers uit 1958. In maart 1957 werd het nummer al uitgebracht als de eerste single van het album, en als de tweede single van het duo.

## Achtergrond
"Bye Bye Love" is geschreven door Felice en Boudleaux Bryant. De gitaarintroductie maakte oorspronkelijk geen deel uit van het nummer, maar Don Everly bedacht dit stuk en het werd aan het begin geplakt. Op het nummer zijn, naast Don en Phil Everly, gitarist Chet Atkins, drummer Buddy Harman en basgitarist Floyd Chance te horen.
De tekst gaat over een liefdesrelatie die net is beëindigd; de ex-vriendin van de zanger heeft hem de bons gegeven voor een ander. De zanger beschrijft zijn intense liefdesverdriet ([...] I feel like I could die / Bye-bye, my love, goodbye).
Het nummer werd de eerste hit van het duo; zij bereikten hiermee in de Verenigde Staten de tweede plaats in de Billboard Hot 100 en de eerste plaats in de countrylijsten. In het Verenigd Koninkrijk kwam het tot de zesde plaats, terwijl ook in Canada de top 10 werd gehaald. In Nederland bestond de Top 40 nog niet, maar werd wel de eerste plaats bereikt in de hitlijst van het tijdschrift Muziek Parade, die maandelijks uitkwam als een voorganger van de Tijd voor Teenagers Top 10. In Vlaanderen kwam de single tot de vijftiende plaats in de voorloper van de Ultratop 50.
Het tijdschrift Rolling Stone zette "Bye Bye Love" in de versie van The Everly Brothers op plaats 210 in hun lijst The 500 Greatest Songs of All Time.

## Covers
Het nummer is door meerdere artiesten gecoverd. Simon & Garfunkel zetten in 1970 een liveversie op hun album Bridge over Troubled Water. Tijdens een concert in Ames, waar zij het nummer voor het eerst live speelden, klapte het publiek mee. Simon & Garfunkel vonden dit goed klinken en speelden het nog een keer, zodat zij het op konden nemen.
George Harrison zette in 1974 een eigen cover van het nummer op zijn album Dark Horse. Harrison schreef een extra couplet bij het nummer, dat verwees naar zijn recente scheiding met Pattie Boyd. Zij had hem verlaten voor Eric Clapton, die goed bevriend was met Harrison.
Andere covers zijn afkomstig van The Blue Diamonds, Ray Charles, The Fouryo's, Roy Orbison, The Pearls, Madeleine Peyroux, Webb Pierce, The Proclaimers, Jimmie Rodgers, Roy Scheider met Ben Vereen (in de film All That Jazz) en Conway Twitty met Loretta Lynn.

### Cover van Will Tura
Reeds in 1957 maakte de Belgische zanger Will Tura een Nederlandstalige cover van het nummer. De tekst werd vertaald door Van Aleda en Jan Pliet. Op de B-kant van de single was het liedje Mijn nieuw kostuum te vinden.
In 2011 kwam een nieuwe versie van "Bye Bye Love" uit in samenwerking met Mama's Jasje.

#### Meewerkende artiesten
- Producer: Jean Kluger
- Zanger: Will Tura
- Begeleidingsband: De Juke-Blowers

## Hitnoteringen
Alle hitnoteringen werden behaald door de versie van The Everly Brothers.

### Muziek Parade
Deze hitlijst werd maandelijks gepubliceerd.
| Hitnotering: 10-1957 t/m 04-1958 | Hitnotering: 10-1957 t/m 04-1958 | Hitnotering: 10-1957 t/m 04-1958 | Hitnotering: 10-1957 t/m 04-1958 | Hitnotering: 10-1957 t/m 04-1958 | Hitnotering: 10-1957 t/m 04-1958 | Hitnotering: 10-1957 t/m 04-1958 | Hitnotering: 10-1957 t/m 04-1958 | Hitnotering: 10-1957 t/m 04-1958 |
| Maand                            | 1                                | 2                                | 3                                | 4                                | 5                                | 6                                | 7                                |                                  |
| -------------------------------- | -------------------------------- | -------------------------------- | -------------------------------- | -------------------------------- | -------------------------------- | -------------------------------- | -------------------------------- | -------------------------------- |
| Nummer                           | 15                               | 11                               | 14                               | 7                                | 4                                | 5                                | 10                               | uit                              |

### NPO Radio 2 Top 2000
| Nummer met noteringen in de NPO Radio 2 Top 2000 | '99 | '00  | '01 | '02  | '03  | '04  | '05  | '06  | '07  | '08  | '09 | '10  | '11 | '12  |
| ------------------------------------------------ | --- | ---- | --- | ---- | ---- | ---- | ---- | ---- | ---- | ---- | --- | ---- | --- | ---- |
| Bye Bye Love                                     | 807 | 1055 | -   | 1538 | 1523 | 1444 | 1609 | 1550 | 1625 | 1566 | -   | 1978 | -   | 1844 |

1. ↑  Een '-' betekent dat het nummer niet was genoteerd en een vetgedrukt getal geeft de hoogste notering aan.
2. ↑  Deze tabel is bijgewerkt tot en met de laatste editie (2024).